# Александровский сельсовет (Токарёвский район)
Александровский сельсовет — сельское поселение в Токарёвском районе Тамбовской области Российской Федерации.
Административный центр — деревня Александровка.

## История
Статус и границы сельского поселения установлены Законом Тамбовской области от 17 сентября 2004 года № 232-З «Об установлении границ и определении места нахождения представительных органов муниципальных образований в Тамбовской области».

## Население
| 2010 | 2012 | 2013 | 2014 | 2015 | 2016 | 2017 |
| ---- | ---- | ---- | ---- | ---- | ---- | ---- |
| 707  | ↘676 | ↘653 | ↘623 | ↘618 | ↘581 | ↘575 |
| 2018 | 2019 | 2020 | 2021 |      |      |      |
| ↘537 | ↘524 | ↘504 | ↗529 |      |      |      |

## Состав сельского поселения
| № | Населённый пункт  | Тип населённого пункта          | Население |
| - | ----------------- | ------------------------------- | --------- |
| 1 | Александровка     | деревня, административный центр | ↘160      |
| 2 | Андреевка         | деревня                         | 16        |
| 3 | Большая Зверяевка | деревня                         | 22        |
| 4 | Большая Лозовка   | село                            | ↘122      |
| 5 | Малая Зверяевка   | село                            | ↘253      |
| 6 | Николаевка        | деревня                         | ↘115      |
| 7 | Новоматвеевка     | деревня                         | 19        |